# Кертіс МакМаллен
Кертіс Трейсі МакМаллен (21 травня 1958 , Берклі, Каліфорнія ) — професор математики Гарвардського університету, лауреат премії Філдса 1998 року за наукову працю в галузі голоморфної динаміки, гіперболічної геометрії та теорії Тайхмюллера.
1980 року МакМаллен закінчив Коледж імені Вільямса та захистив докторську дисертацію (Ph.D.) в 1985 році під керівництвом Денніса Саллівана в Гарвардському університеті. Надалі він обіймає посади в Массачусетському інституті, MSRI та Інституті перспективних досліджень, після чого працював викладачем у Принстонському університеті (1987—1990) та в Берклі (1990—1997), а з 1997 року — у Гарварді. Був нагороджений премією Салема в 1991 році, а також обраний до Національної академії наук США у 2007-му.

## Цікаві факти
МакМаллен довів, що гра в короткі нарди закінчується з імовірністю 1. (англ.)

## Нагороди та визнання
- 1988: стипендія Слоуна[en];
- 1990: запрошений доповідач наміжнародному конгресі математиків в Кіото[5];
- 1991: премія Салема;
- 1998: медаль Філдса[6][7];
- 2004: грант Ґуґґенгайма;
- 2007: член Національної академії наук США;
- 2011: премія Олександра фон Гумбольдта;

## Доробок
- McMullen, C. T. Families of rational maps and iterative root-finding algorithms. Annals of Math. 125 (1987), 467—493.
- McMullen, C. T. Amenability, Poincaré series and quasiconformal maps. Invent. math. 97 (1989), 95-127.
- McMullen, C. T. Iteration on Teichmüller space. Invent. math. 99 (1990), 207—216.
- McMullen, C. T. Cusps are dense. Annals of Math. 133(1991), 217—247.
- McMullen, C. T. From dynamics on surfaces to rational points on curves. Bull. Amer. Math. Soc. 37 (2000), 119—140.
- McMullen, C. T. Billiards and Teichmüller curves on Hilbert modular surfaces. J. Amer. Math. Soc. 16 (2003), no. 4, 857—885.
- McMullen, C. T. Minkowski's conjecture, well-rounded lattices and topological dimension, J. Amer. Math. Soc. 18(2005), 711—734.
- McMullen, C. T. Automorphisms of projective K3 surfaces with minimum entropy. Invent. math. 203(2016), 179—215.
- McMullen, C. T., Mohammadi, A. and Oh, H. Geodesic planes in hyperbolic 3-manifolds. Invent. math. 209 (2017), 425—461.
- McMullen, C. T., Mukamel, R. and Wright, A. Cubic curves and totally geodesic subvarieties of moduli space. Annals of Math. 185 (2017), 957—990.